# ジョルジュ・カネッティ
ジョルジュ・カネッティ(Georges Canetti、1911年1月23日 - 1971年8月27日)は、フランスの医師で結核の研究者。
父ジャック・カネッティと母マチルダ・カネッティの三人の息子の内、エリアス・カネッティ、ジャック・カネッティに続く一番下の弟になる。兄弟は、それぞれそれぞれ文学、文化、科学という異なった分野で、その足跡を残した。ジョルジュが生まれたあと、家族はブルガリアからイギリスのマンチェスターに移住。母マチルダは、子どもたちにドイツ語を学ばせるために、ウィーン、チューリッヒ、ローザンヌ、フランクフルト、ミュンヘンを渡り歩き、1926年にパリに腰を落ち着けた。
エリアスのみウィーンに残り、ウィーン大学で化学で博士号を取得している。そこでジョルジュは、兄の指導を受けるために一時ウィーンに行き、ナチズムが台頭してきたところで、一人パリに戻った。カネッティは、ウィーン大学とパリ大学で医学を学び、1933年にフランスの市民権を取得している。1937年からパスツール研究所で働くようになり、1944年まで彼は、パリのコーチン病院の病理解剖学の検査室主任を務めていた。
1954年、彼はパスツール研究所の研究室主任になり、結核の研究者としても広く認められた存在となった。1958年、世界保健機構は彼を専門家として招聘し、1959年にはレジオンドヌール勲章を授与されている。1970年にはパスツール研究所の副所長に就任した。 
彼の遺稿の中には、およそ400通のエリアス・カネッティの最初の妻ヴェザ、エリアス・カネッティとジョージ・カネッティの書簡が見つかった。彼は1934年に彼自身が海綿肺結核に感染し、何年にも渡りこの病気との戦いを余儀なくされた。パスツール研究所には、2006年に制定されたジョルジュ、ジャック、エリアス・カネッティ賞（賞金1万ユーロ）がある。結核研究者に与えられるもので、ジョルジュ・カネッティ教授の研究業績を讃え、3人の兄弟の比類ない運命（資料参照）を記念して、パスツール研究所の結核領域の研究者を毎年選考して5年間支援するものである。